# Любинська Клавдія Володимирівна
Кла́вдія Володи́мирівна Люби́нська (уроджена Кузьміна) (1895, Брацлав, Подільська губернія, Російська імперія — 12 лютого 1942, Томськ, Росія) — член Української Центральної Ради.

## Життєпис
Закінчила філологічний факультет Київського університету. Працювала вчителькою мови в різних школах.
У 1917–1918 рр. була членом Української Центральної Ради від української громади Саратова (де в евакуації перебував Київський університет).
З 28 червня 1917 року працювала діловодом Генерального секретарства освітніх справ.
Померла Клавдія Володимирівна Любинська 12 лютого 1942 року в місті Томськ (РФ).

## Автор книги
- Книга про Київ «Ілько в Києві», Державне видавництво України, 1929 (К.: Держтрест «Київ-Друк», 3-я друкарня). — 89 с.

## Сім'я

Любинська Клавдія Володимирівна з чоловіком Миколою Михайловичем

- Чоловік — Любинський Микола Михайлович (1891—1938), міністр закордонних справ УНР.
- Донька — Любинська Ава Миколаївна (1920—1996), Кандидат філософських наук, доцент. Викладала естетику та філософію в інститутах Москви.
- Донька — Любинська Лада Миколаївна (1923—2009), Кандидат філософських наук, доцент кафедри філософії Московського інженерно-фізичного інституту.

- Онука — Любинська Ольга Михайлівна (1951—1994), навчалася в спецшколі з поглибленим вивченням англійської мови № 7, закінчила механіко-математичний факультет Московського державного університету ім. М. В. Ломоносова. Навчалася в аспірантурі, готувала до захисту кандидатську дисертацію з теорії графів[5].